# Khlong Thom
Khlong Thom (em tailandês: อำเภอคลองท่อม) é um distrito da província de Krabi, no sul da Tailândia. É um dos 8 distritos que compõem a província. Sua população, de acordo com dados de 2012, era de 74 265 habitantes, e sua área territorial é de 1.042,531 km².
O distrito foi criado em 1917. É o maior distrito da província de Krabi em área territorial.